# Rubén Garabaya
Rubén Garabaya este un jucător spaniol de handbal.
El a participat la Jocurile Olimpice de vară din 2008 de la Beijing în calitate de membru al echipei naționale de handbal a Spaniei . Echipa sa a câștigat o medalie de bronz, invingând Croația. Actual joacă în liga asobal.